# Birkenlicht
Birkenlicht (lit. : La Lumière des bouleaux ) est une sonate pour violoncelle de Graham Waterhouse, composée en 2023 à la mémoire du poète Hans Krieger (en) . La première a eu lieu à Munich la même année.

## Contexte
Graham Waterhouse a mis plusieurs poèmes de Hans Krieger en musique, comme « Im Gebirg » pour mezzo-soprano, flûte alto, violoncelle et piano en 2010. Krieger avait écrit pour lui le texte de la cantate de Noël, Der Anfang einer neuen Zeit (Le début d'un temps nouveau). Graham Waterhouse compose sa sonate pour violoncelle en 2023, à la demande de la famille de Hans Krieger après sa mort le 9 janvier 2023. Le titre de la sonate est également le titre du neuvième recueil du poète, publié en 2016, illustré par Christine Rieck-Sonntag, et présenté lors d'une lecture publique le 1er février 2016. La musique est inspirée de quatre de ses poèmes récités lors de la première représentation.
La sonate a été créée au Gasteig de Munich le 29 septembre 2023. Le programme, consacré aux œuvres de Robert Schumann et de Graham Waterhouse, était interprété par le compositeur et le pianiste Miku Nishimoto-Neubert (en).